# Méliphage mao
Gymnomyza samoensis
Espèce
Statut de conservation UICN

 EN B1ab(ii,iii,v);C2a(i) : En danger
Le Méliphage mao (Gymnomyza samoensis) est une espèce de passereaux de la famille des Meliphagidae. C'est une espèce en voie de disparition qui est endémique des îles Samoa. Ses habitudes alimentaires et reproductives sont méconnues.

## Description
C'est un grand Méliphage mesurant 28 à 31 centimètres de longueur. Le plumage est foncé, allant de noir sur la tête à vert sur la poitrine. Il a une marque verte sous les yeux. Le bec est long, courbé et noir ; les pattes sont également noires.
C'est un oiseau bruyant avec de grands cris imitant pleurs et miaulements lancés le plus souvent à l'aube et au crépuscule.

## Répartition
Il vit sur les îles d'Upolu et de Savai'i et on le trouvait également autrefois sur Tutuila.

## Habitat
Il habite normalement les forêts de montagne, mais on l'a également rencontré dans les broussailles et les plantations côtières de cocotiers.

## Population et conservation
Sa population est d'environ 1 000 à 2 500 oiseaux et l'on pense qu'elle est en baisse. Il est menacé par la destruction de la forêt et la propagation des plantes introduites.